# Dix pour cent
Dix pour cent (prt: Dez por Cento; bra: Dix pour cent) é uma série de televisão francesa de 2015 criada por Dominique Besnehard e Fanny Herrero para o canal France 2. Começou a ser transmitida em Portugal, através da RTP2, no dia 9 de setembro de 2017. No Brasil, a série é distribuída pelo serviço de streaming Netflix.

## Sinopse
A história se passa na agência de talentos ASK (em francês: Agence Samuel Kerr, em português: Agência Samuel Kerr) e acompanha os profissionais da casa. Matias (Thibault de Montalembert) é o verdadeiro empresário que tem um olhar para os negócios, Gabriel (Grégory Montel) o sonhador, amante das artes e de atores, e Andrea (Camille Cottin) é uma femme fatale que poderia ser uma estrela. Camille vai viver para Paris e aproveita a oportunidade de ser assistente de Andrea. 
Cada episódio da série apresenta um cliente da agência que é interpretado por alguém conhecido do público, vivendo sua versão ficcional.

## Elenco
- Camille Cottin	...	Andréa Martel (6 episodes, 2015)
- Thibault de Montalembert	...	 Mathias Barneville (6 episodes, 2015)
- Grégory Montel	...	 Gabriel Sarda (6 episodes, 2015)
- Liliane Rovère	...	 Arlette Azémar (6 episodes, 2015)
- Fanny Sidney	...	 Camille Valentini (6 episodes, 2015)
- Stefi Celma	...	Sofia Leprince (6 episodes, 2015)
- Nicolas Maury	...	Hervé André-Jezak (6 episodes, 2015)
- Laure Calamy	...	 Noémie Leclerc (6 episodes, 2015)
- François Civil	...	 Hippolyte Rivière (4 episodes, 2015)
- Ophélia Kolb	...	 Colette Brancillon (4 episodes, 2015)
- Philippine Leroy-Beaulieu	...	 Catherine Barneville (4 episodes, 2015)
- Gabrielle Forest	...	 Hélène Kerr (3 episodes, 2015)
- Isabelle Candelier	...	 Annick Valentini (2 episodes, 2015)
- Jean-Yves Chatelais	...	François Brehier (2 episodes, 2015)
- Zinedine Soualem	...	 Zinedine Soualem (2 episodes, 2015)

## Produção
O projeto foi anunciado em 2008, quando ainda estava sendo desenvolvido para o Canal Plus. No início de 2013, a imprensa francesa divulgou que o projeto tinha migrado para o canal France 2, que só aprovou a produção em março de 2014. As filmagens terão início em novembro de 2014, com produção da Mon Voisin Production em parceria com a Mother Production.

## Prêmios e indicações
| Ano  | Prêmio                  | Categoria               | Indicado      | Resultado | Ref   |
| ---- | ----------------------- | ----------------------- | ------------- | --------- | ----- |
| 2021 | Emmy Internacional 2021 | Melhor Série de Comédia | Dix pour cent | Pendente  | [ 3 ] |